# Marco Ramos (basket-ball)
Pour les articles homonymes, voir Marco Ramos (homonymie) et Ramos.
Marco Ramos, né le 26 février 1987, dans le Michoacán, au Mexique, est un joueur mexicain de basket-ball. Il évolue au poste d'ailier. 